# Literatura en albanés
La literatura en albanés es aquella realizada en idioma albanés en Albania, Kosovo, Macedonia del Norte, Italia y en otros países por emigrados albaneses.

## Primeros testimonios
Hacia 1450 apareció el primer texto escrito en albanés, una forma bautismal de Pal Engjëlli. De hacia 1462, también en dialecto tosco, existe un fragmento del Evangelio de San Mateo y en 1497 se escribió el primer «diccionario albanés», un vocabulario recogido por el viajero alemán Arnold von Harff.

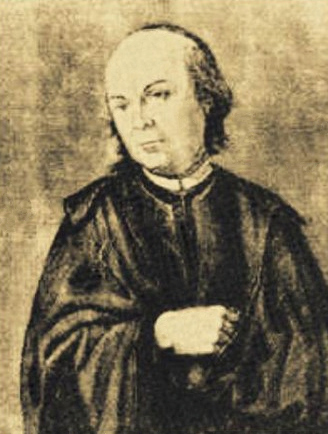
Giulio Variboba (Jul Variboba).

De 1555 es el Misal de Gjon Buzuku que apareció en Sicilia y de 1592 el catecismo de Leke Matrenga (1560-1619) E mbsuame e krështerë («Doctrina cristiana»). En 1621 el obispo católico de Sappa, Pjetër Budi (1566-1623), escribió Speculum confessionis y Dictionarium latinum-epiroticum, diccionario albanés-latín, que fue terminado en 1635 por su discípulo Freng Bhardi (1606-1689). Pero hasta 1685 no será imprimido el primer libro en albanés, el Cuneus prophetarum de Pjetër Bogdani (1625-1689).
Desde 1762 el núcleo cultural por excelencia fue Italia, donde destacarían autores como Gjul Variboba (1724-1788), autor de Ghiella e Santa Mëriis Virghierr («Vida de la Santísima Virgen», 1762); Nezim Frakulla (m. 1760); Sulejman Naibi (m. 1772); Nikolla Brankati (1675-1741); Nikolla Filja (1691-1769) y Nikolla Këta (1742-1803); mientras que en el interior de Albania sólo destacarían Hasan Zyko Kamberi y Muhamet Kyçyku (1784-1844). Además, en 1789 se fundó en Estambul la «Sociedad de Edición Albanesa» para crear imprentas y diarios albaneses en cualquier parte del Imperio otomano, como Shkipetari en Bucarest, Zeri e Shkipetari en Atenas y Dituria en Estambul y Sofía.

## ElsigloXIX:Rilindja Kombetare(«Renacimiento Nacional»)
El surgimiento del espíritu nacional albanés del siglo XIX tuvo su reflejo en la literatura. El primer centro literario en la actual República Albanesa fue Shkodër, donde las escuelas franciscana y severiana de los jesuitas tuvieron como alumnos a Gjergj Fishta y Ndre Mjeda, así como el literato y músico Bernardino Palaj (1897-1946). La obra de Ieronim de Rada influyó en los patriotas toscos Frashëri, el político Abdyl Frashëri, el pedagogo Sami Frashëri y el poeta Naim Frashëri (1846-1900), establecidos en Bucarest. El hijo de Abdyl, Midhat Frashëri, publicó en Sofía un almanaque, una antología y un diario. Tuvieron bastantes dificultades por la carencia de un centro literario y de una escritura estándar, que no llegó hasta la reforma ortográfica del albanés del siciliano Dhemitri Camarda. Además, la carencia de tradición literaria propia facilitaba que los musulmanes albaneses se educaran en turco, los católicos en italiano y los ortodoxos en griego. Hasta 1878 sólo se enseñaba el albanés en dos escuelas, como segundo idioma, en Shkodër. Incluso todavía en 1892, el obispo ortodoxo de Kastoriá anatematizaba contra la enseñanza en albanés.
En Grecia se formó un núcleo alrededor de la revista Zeri i Shkipetari («La voz de los albaneses») que se publicaba en Atenas. El grupo tradujo la Biblia al tosco y al guego en 1825. Destacaron el editor del diario, Anastas Kullurioti (1822-1882), y los escritores Panajot Kupitori (1821-1881), Konstantin Kristoforidhi (1827-1896), autor de un diccionario griego-albanés, y los egiptólogos Thimi Mitko (1820-1890) y Spiro Coma.
Con respecto a los albaneses de Italia, en Sicilia apareció entre 1883-1886 la revista Fiamuri Arberit («El estandarte albanés»), publicada por el autor Ieronim de Rada (1814-1903), autor de Kengë Milosao (1836), Kenga e Serafina Topisa («La canción de Serafina Topisa», 1848) y El infeliz Skanderbeg (1872-1884), mientras que el gramático Dhemitri Camarda (1822-1882) escribía la fundamental Saggio de grammatologia comparata sulla lingua albanese (1864), que será la base de la futura lengua literaria. En 1887 aparece en Palermo la revista Arbri i Ri («El joven albanés»), de Zhef Shiró (1865-1927), amigo de Luigi Pirandello y autor de Milo e Haidhei (1891), Kenkat e luftes («Cantos de batalla», 1907), Te dhero i huaj («A tierra extranjera», 1906) y Kthimi («Regreso»), que agrupó a autores como Zef Serembe (1843-1909), con Vjershë (1926); Anton Santori (1819-1894); Vincent Stratico (1822-1866); Anton Zanoni (1879-1894) de Cosentino, autor del drama Emira; y el siciliano Gavril Dara (1826-1885), autor de Kenga e sprasme e Belës («Último canto de Bales», 1887). Muchos de ellos colaboraron con Giuseppe Garibaldi y los partidarios de la unificación italiana.
En 1882 se publicó por primera vez en Albania la revista Dituria («Sabiduría») y se inició el periodo de Rilindja («Renacimiento»), donde destacaron los escritores Gjergj Fishta (1871-1940), fundador de la revista Hylli y Drites («Estrella de Luz») y que escribió las compilaciones poéticas Lahuta e nalcis («El laúd de la montaña», 1905-1907), donde canta el mito de la «creencia viviente del pueblo», Te una e Rzhanices («En el puerto de Rzhanica», 1905) y Anzat e Parnesit («Armas del Parnaso», 1907); Naim Frashëri (1846-1900) con los poemas Quebelaja, Histori e Skenderbeut (1898) y Bagëti e bujqësiya («Prados y campos», 1886); el dramaturgo Andon Zako Çajupi (1866-1930), autor de la comedia Dad Tomorri (1903), estrenada en El Cairo, y la primera muestra del realismo albanés, Katërmbëdhjet vieç dhëndërr («Casada a los catorce años»).
Otros autores serían los poetas Gjergj Buboni, Zef Jubani, Filip Shiroka (1857-1932), Luigj Gurakuqi (1879-1925), Mihai Grameno (1872-1923) con la novela Oxagu («Apellido», 1904) y Hacen Noli (1882-1965), autor del estudio histórico Gjergj Kastrioti Skanderbeg (1947).
También se fundaron revistas en albanés en otros lugares, como Shkipetari (1888) en Bucarest y Asociación Cultural la Unión y Aurora, de Ndoc Nikaj (1864-1946) y N. Mejedja.

## Literatura albanesa delsigloXX
Está caracterizada por la fragmentación política albanesa (un estado independiente y una «región» yugoslava, a 2008 con estatuto indefinido). Durante las dos primeras décadas se fundaron numerosas revistas fuera del país, como Albania (1897-1900) en Bruselas y Londres; el bimensual Drita (1901-1908) en Sofía, el mensual Besa (1904-1907) en El Cairo; Dielli («Solo», 1909) en Boston; Studeti Shqiptar (1929) en Turín; Dituria («Sabiduría», 1909-1929) en Salónica; Hylli e Drites («Estrella de la mañana», 1913-1944) por los franciscanos de Shkodër; Shqiperia e Re («Nueva Albania», 1919) en Bucarest; Leka (1929-1944) en Shkodër; y Dialeria (1920) en Viena. Midhat Frashëri Lumo Skendo, autor de Hidhe Shpuzi («Cenizas y brasas», 1915), y K. Luarasi fundarían la revista literaria Kalendari Kombiar (1897-1927). Otras fueran Minerva (1933-1937), Illyria (1934-1936), Rilindja (1935-1936) y Bota e Re (1936-1937). Durante la ocupación italiana apareció la revista Shkëndija, que intentó actuar abiertamente con autores fascistas. Mientras otros autores, cómo Llazar Siliqi (1924), autor de los poemas Prishtinë (1949), Rruga e lumturisi («Calle de la felicidad», 1950), Ringjallya («Resurrección», 1961), Mesuesi («Maestro», 1955) y Thirrja e zemres («El grito del corazón», 1956), y Aleks Caçi, publicaban en la clandestinidad.
Con la independencia albanesa destacarían el lírico tosco Aleks Drenova Asdreni (1872-1947), que usaba técnicas expresionistas en Rreze dielli («Rayo de sol», 1904); Lagush Poradeci (Llazar Gusho, 1899-1987) con los poemas Vallja e yjue («La danza de los astros»,1939 y Ylli y zêmrës («El astro del corazón», 1937); el poeta Filip Shiroka (1847-1917) con los cuentos Zâni y zêmrës («La voz del corazón», 1933), el historiador y lingüista Ndre Mjeda (1866-1937); Vinçenz Prennushi (1885-1946), obispo de Durrës y autor de Fjalo e Zozit («Palabras de Dios») y Gjeth e Lule («Hojas y flores»); el dramaturgo Kristo Floqi (1873-?); Stefan Gjeçov (1894-1929), con Agimi e gjytetniis («La aurora de la civilización»); Millosh Giergj Nikolla Migjenj (1911-1938), con los poemas Vargjet e lira («Versos libres», 1936); el jesuita Ndre Mjeda (1866-1937), quien participó en el Congreso de Monastir; Foqunon Postoli (1889-1927), con Por mbrojten e atdheut («Por la defensa de la patria», 1919) y Lulja e kujtimit («La flor del recuerdo», 1922); Luigj Gurakuri (1879-1925) poeta de carácter político asesinato en Bari, con Vargënimi n’gjuhë Shqype («Versificación en lengua albanesa», 1906); el cura patriota Ndoc Nikaj (1864-1946), con los cuentos Bukurusha («La bella», 1918) y Lulet në thes («Las flores en el saco», 1918); Llazar Shantoja (1892-1945); Ali Asllani (1882-1966), poeta lírico y satírico; el ensayista Nondra Bulka (1906-1972) con Horizonte të reja për letersinë kombëtare («Nuevos horizontes por la literatura nacional», 1932) y Për një letërsi të re («Por una nueva literatura», 1936); Haki Stërmilli (1895-1953); Milo Duçi; L. Rrota; Z. Harapi; y H. Mosi.

### En la República de Albania
Al acabar la Segunda Guerra Mundial, la mayoría de los autores se apuntaron a la corriente del realismo socialista, donde destacarían en Albània Sterjo Spasse (1914-1989) con Ata nuk ishin vetëm («Ellos no estaban solos», 1952), Afërdita përsëri ne fshat («Afrodita nuevamente en la villa», 1960); Aleks Çaçi (1916) con el drama Marga Tutulani; Shevqet Musaraj (1916) con Çobo Rrapushi (1948) y Kënga e Ballit Kombëtar («La epopeya de Baile Kombetar», 1944); Sabri Godo; Zihni Zako ; y Kole Jakova, con los poemas Neronjt e Vigut («Héroes de Vigu», 1953) y Toka jonë («Nuestra tierra», 1954).

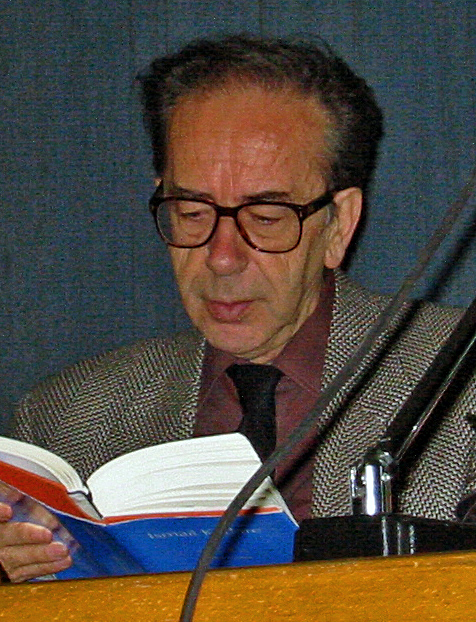
Ismael Kadaré, Zúrich, otoño de 2002.

Posterior a los años sesenta destacarían Ismail Kadare (1936–2024), el escritor albanés más conocido internacionalmente, con los poemas Perse mendohen ketomale («En que piensan estas montañas», 1964) y las novelas Gjenerali y ushtrise se vdekur («El general del ejército sepultado», 1964), Kronikë ne gur («Crónica de la piedra», 1971); Dritëro Agolli (1931), con los poemas Devoll devoll (1964), la aclamada sátira Shkelqime dhe renia e shokut Zylo(«Ascenso y caída del camarada Zylo», 1973) traducido en francés y alemán, y aclamado por los críticos franceses y Nëne Shqiperi («Madre Albania», 1974); Dhimiter Xhuvani; Ernest Koliqi (1903-1975), exiliado en Italia por colaborar con los fascistas, autor de los poemas Kangjelet e Rilindjes («Cantos del Renacimiento», 1959) y Symfonia e shqipevet («Sinfonía de las ágilas»); Martin Camaj (1925-1994), fundador en Italia de la revista Shêzjat y autor de los poemas Nji fyell nder male («Una fiesta en las montañas», 1953) y las novelas Djella («Domingo», 1958) y Rrathe («Círculos», 1978); Vinçenz Koreshi, con Mares («Marzo», 1989); Teodor Laço (1936), con Gjemini i atij dimri («El bramido de aquel invierno», 1976); Ali Abdihoxha (1923) con Nje vjeshte («Un otoño tempestuoso», 1969); Dhimiter Shuteriqi (1915) con Udejkja e peshkataret («La muerte del quinto», 1935), Çlirimtaret («Liberadores», 1952), Shkallet e querta («Peldaños de piedra», 1982) y Kenga dhe pushka («Canción y rifle», 1972); y Petro Marko (1913) con la novela Qyiteti y fundit («La última ciudad», 1960); el dramaturgo Spiro Çomore (1918-1973) con Prindër edukatorë («Padres educadores»); Aleks Buda (1911) elaboró una Fjaslori Enciklopedik Shqiptar (1985) con Mahir Domi (1915), autor de Historia e shqiperisë (1986); y los poetas Luan Qäfezezi (1922), con Ligji y maleve («Las leyes de la montañ»a, 1977), y Sulejman Mato (1941).

### En Italia
Los arbëreshë de Italia, que editaban revistas como Katundi Ynë, de Demetrio Emmanuelle de Civita, Zeri y Arbereshvet y Zgjimi, se vieron reforzados en 1969 con la revista literaria Zjarre («Fuegos»), donde publicarían los autores Domenico Belizzi Vorea Ujko, con Mote moderne («Tiempos modernos», 1976); Xhuseppe Skiro di Maxho, con Sunata («Sonata», 1976); Francesco Solano Sushko Vetmo (1914), con Té proku («En el umbral», 1977); y Kate Cukavo, con Gabim («Error», 1982). Otros autores menores fueran Lluka Perone, Carmelo Candreva, Pietro Napoletano, el poeta Salvatore Braile (1872-1960), Lugi de Rosa, Agostino Giordano Buzëdhelpri y otros. En 1970 se fundó en Cosenza la Unione della Communità Italo-Albanesi para conseguir derechos educativos.

### En Kosovo
Con respecto a Kosovo, después de la Segunda Guerra Mundial, con la creación de la Universidad de Pristina, se formaron círculos literarios y destacaron autores como Esad Mekuli (1916) con Per ty («Por ti», 1955), que marca una época en la literatura en Kosovo, Afsha ada (1971) y Brigjet («Las costas», 1981); el poeta Enver Gjerqeju (1928), con Gjurmat e jetes («Las huellas de la vida», 1957), Ashti ynë («Nuestro hueso», 1966), Bebezat e mallit («Discípulos del amor», 1960), Lumi y palodnur («Río inestancable», 1978) y Tinguj te zgjvem («Sueños renovados»); Ali Podrimja (1942) con Folja («El verbo», 1973), Credo (1976), Lumi, lumi (1982), Thirrje («Gritos», 1961), Dhimbë e bukur («Dulce dolor», 1963) y Hija e tokës («La sombra de la tierra», 1971); Sitni Imami, con Drejt diteve te reja («Hacia días nuevos»); Hivzi Sulejmani (1912-1975), con Nen myshk («Bajo el almizcle»); Anton Pashku (1937), con la novela Kulla («La torre», 1968), Tragime («Cuentos», 1961), Oh (1971) y Një pjesë e lindjës («Una parte del nacimiento», 1975); Jusuf Buxhovi (1946), secretario de la Unión de Escritores Kosovares; Fatmir Gjata (1922), director de la revista Nentori («Noviembre», 1982-1986) y autor de la novela Keneta («La palidez», 1962); y otros como Murat Isaku, Azem Shrkeli (1938), Din Mehmeti (1932), Fahredin Gurga (1936), Rhaman Dedaj, Muhamet Kerveshi (1935), Ahmet Koshutani, Beqir Musli, Tijar Hatipi, Vehab Shita, Zekeria Kexha, Besim Bokshi (1931), Hosip Rela, Ali Aliu, Ramiz Kelmendi, Namiz Rrahmani, Zenulah Rrahmani, Agim Vinca, Sabri Hamiti y el crítico Rexhep Qosja, con Shkrimtarë dhe pariudha (1975).

### En Macedonia  del Norte
Otros autores emigraron a la actual Macedonia del Norte, como es el caso de Luan Starova, que escribe su obra tanto en albanés (su lengua materna) como en macedonio (la lengua en la que se educó). 
Desde su primera novela, Kufijtë e pranverës (Las fronteras de la primavera), publicada en albanés en Pristina (Kosovo) en 1971, hasta su saga balcánica de la que ha publicado hasta la fecha ocho de las diez novelas previstas (y a la que pertenece «El tiempo de las cabras», la más popular de sus novelas), Starova ha estado buscando un camino inexistente de "regreso del exilio", que se ha convertido en una misión. 
En 2003, Pogradec, su ciudad natal y de la que su familia había sido expulsada cincuenta años antes, le homenajeó nombrándolo ciudadano honorífico. Era todavía un niño cuando tuvo que emigrar con su familia. Una noche de 1943 pasaron la frontera entre Albania y Macedonia cruzando en barca el lago Ohrid. La experiencia del exilio impregna la mayoría de las obras del autor.

## Literatura contemporánea
Ismail Kadare siguió siendo el escritor albanés más importante, incluso después de la caída del comunismo. Después de la caída del régimen comunista, aparecieron nuevos escritores como Fatos Kongoli, Bashkim Shehu, Ridvan Dibra, Luljeta Lleshanaku, Agron Tufa y Ben Blushi. 
Ridvan Dibra es considerado uno de los 5 mejores escritores albaneses vivos. Dibra es una figura destacada en la literatura albanesa contemporánea y autor de varias obras innovadoras. Su novela, Legjenda e vetmisë (La leyenda de la soledad), ganó el Premio Rexhai Surroi a la mejor novela albanesa del año 2012.
Luljeta Lleshanaku, es una de las poetas albanesas más importantes y aclamadas de la actualidad. Es autora de siete volúmenes de poesía, algunos de los cuales han sido traducidos en varios idiomas.
Otros escritores importantes incluyen a Ben Blushi, cuya novela debut "Vivir en una isla" (2008), que trata de la islamización de los albaneses, se convirtió en el libro más vendido después de la caída del comunismo en Albania. Su segunda novela,  Otello, el moro de Vlora  (2009), recibió el Premio de Literatura de la Unión Europea.